# Лепко Вікторія Володимирівна
Вікторія Володимирівна Лепко (рос. Виктория Владимировна Лепко́; нар. 20 липня 1941 року) — радянська та російська акторка театру й кіно, театральний діяч, поетеса. Заслужена артистка Російської Федерації (1996). Здобула популярність як виконавиця ролі пані Каролінки в телепроєкті «Кабачок 13 стільців» (1968—1980).

## Біографія
Вікторія Лепко народилася 20 липня 1941 року в Москві (СРСР) у родині митців. Батько — Володимир Олексійович Лепко, народний артист РРФСР, відомий комедійний актор. Мати — Антоніна Крупеніна, танцівниця, акторка колективу Касьяна Голейзовського й Московського музичного театру імені К. С. Станіславського й В. І. Немировича-Данченка. Вітчим — балетмейстер, народний артист СРСР Володимир Павлович Бурмейстер.
Закінчила театральне училище ім. Б. Щукіна 1962 року. Художніми керівниками курсу були Йосип Матвійович Рапопорт й Анатолій Іванович Борисов. Разом з Вікторією Володимирівною навчались Андрій Миронов і Валентина Шарикіна.
Вікторія Володимирівна зіграла понад 70 ролей на московських театральних сценах Малого театру і «Вернісажу».
Улюблениця глядачів 1970-х років, учасниця знаменитої телевистави «Кабачок 13 стільців». Заслужений діяч культури Польщі (1976).
1989 року Вікторія Лепко заснувала Московський театральний центр «Вернісаж» при Центральному будинку акторів імені Олександри Яблочкіної. Художнім керівником театру став Юрій Непомнящий. Прем'єра вистави «Сцены из супружеской жизни» за сценарієм Бергманом відбулась 10 листопада 1989 року в Будинку архітекторів. Перший сезон відіграли в будівлі кінотеатру «Темп» на Беговій. У театрі «Вернісаж» Вікторія Володимирівна працювала 12 років. За цей час було поставлено Достоєвського, Дюма, Чехова. Глядачі найбільш запам'ятами Аркадіну з чеховської «Чайки» й Маріанну в «Граємо Бергмана».

## Фільмографія
- 1958 — Іван Бровкін на цілині — подружка Любаші
- 1959 — Колискова — Ауріка
- 1960 — Обережно, бабусю! — дівчина
- 1963 — Місто — одна улица — Ніна
- 1965 — Іду на грозу — Женя
- 1970 — А людина грає на трубі — Наташа
- 1974 — Вірний друг Санчо — Наталя Гаврилівна, класний керівник
- 1982 — Слідство ведуть ЗнаТоКі. Він десь тут. Справа № 17 — Алла Степанівна Бардіна
- 2008 — Москва посміхається — телеведуча

Телеспектаклі:
- 1967 — Випадок в готелі — дівчина
- 1966—1980 — Кабачок «13 стільців» — пані Каролінка
- 1975 — «Весілля Кречинського» О. В. Сухово-Кобиліна — Лідія Петрівна Муромська
- 1976 — «Визнання» — Олена
- 1979 — «Витівки Скапена» Мольєра — Зербінетта
- 1982 — «Літні прогулянки» — Лера

Озвучування мультфільмів:
- 1979 — Огневушка-поскакушка — Огневушка